# Abha
Abha (arab. أبها) – miasto w zachodniej Arabii Saudyjskiej, u podnóża gór Dżabal al-Hidżaz. Stolica prowincji Asir. Liczy 201 912 mieszkańców (2004). Występuje w nim zróżnicowany przemysł i rzemiosło. Znajduje się tu węzeł drogowy (autostrady do Rijadu i Mekki) oraz lotnisko.